# Кінерет Змора Двір
«Кінерет Змора Двір» (івр. כנרת זמורה דביר) — ізраїльська книговидавча група, зареєстрована як юридична особа, одне з найбільших видавництв Ізраїлю та член Асоціації видавців з Ізраїлю. Головний офіс розташований в індустріальному парку Хаман у місті Шогам.
Видавництво виникло в результаті низки партнерств, поглинань і злиттів з 1973 року. Видавництво володіє правами на тисячі найменувань, співпрацює з багатьма письменниками з Ізраїлю та за кордоном і видає книги у всіх літературних жанрах від кулінарних, дитячих книг до класичної літератури (з каталогу видавництва «Двір»). Також видавництво є співвласниками мережі книжкових магазинів «Цомет Сфарім». У 2013 році видавництво започаткувало письменницькі практичні майстерні «Шухляда».

## Історія

### Об'єднання «Змора-Бітан-Модан— Видавництво»
У 1973 році Ашер Бітан, Одед Модан і Огад Змора об'єднали зусилля і створили «Змора-Бітан-Модан — Видавництво» (ЗБМ). Партнерство включало кілька складових: видавництво «Літературні зошити» (серія «Ромашка» (івр. מרגנית)), видавництва «Модан» та «Бітан».

#### Видавництво «Літературні зошити»
Ісраїль Змора був одним із членів групи «Разом» (івр. יחדיו), сформована в Тель-Авіві в 1930-х роках, серед членів якої були Натан Альтерман і Авраам Шльонський. Це була яскрава та творча група єврейських поетів і письменників, які не могли знайти видавництва, щоб опублікувати свої твори, оскільки вони були надто «новаторськими». Тому Ісраїль Змора заснував для цієї групи книжкове видавництво «Літературні зошити». Його син Огад Змора, який у 1956—1986 роках був заступником редактора газети «Давар», у 1973 році очолив батькове видавництво, яке на той час накопичило багато боргів.
З об'єднанням із «ЗВМ» це видавництво фактично зникло як окреме, але під назвою «Літературні зошити» продовжували виходити книжки, які видавалися раніше. Іноді також публікувалися нові книги, наприклад, переклад книг Річарда Фейнмана івритом.

##### Серія «Ромашка»
Серію заснував Уріель Офек, він же спочатку редагував її. Єхіам Падан редагував серію з 1973 року та видав понад 150 книжок. Серед них: «Будиночок у преріях» Лори Інґлз Вайлдер, книги Роальда Дала, такі як «Джеймс і гігантський персик», дитячі книжки Урсули Ле Гуїн (такі як «Чарівник Земномор'я»), Едіт Несбіт («Діти залізниці»), а також книги Міхаеля Енде (наприклад, «Момо», «Джим Ґудзик і машиніст Лукас»), Серія про роздобудьків Мері Нортон і «Пане Боже, ось Анна» Фінна. Серію також вирізняють французькі переклади у виконанні Авіталь Інбар, зокрема дитячі та юнацькі книги Александра Дюма-старшого.

#### Видавництво «Модан»
Одед Модан був бухгалтером давнього книжкового видавництва Левіна Епштейна, а потім придбав його видавництво та змінив назву.

#### Видавництво «Бітан»
Видавництво «Бітан» — сімейне видавництво, засноване Ашером Бітаном наприкінці 1950-х років. До свого возз'єднання в 1973 році і пізніше видавництво самостійно опублікувало сотні книг, найвідомішими з яких були «Пастка-22» Джозефа Геллера, «Космічна одіссея 2001 року» Артура Кларка і книги Дана Бен-Амоца.
Після розірвання партнерства з ЗБМ в 1996 році видавництво «Бітан» продовжило свій незалежний шлях як видавець довідкової та художньої літератури. У 2006 році Еял Ліані (івр. אייל ליאני) придбав видавництво і став управляти ним.

#### Об'єднання і спосіб праці
Усі партнери були фінансистами й відкрито заявляли, що метою було заробляти на продажу книжок. Вибір книг для друку диктувала комерція, вони не хотіли ризику й віддавали перевагу книгам, що мали народний та неелітарний характер. Проте лояльність партнерів зобов'язувала їх видавати їхніх авторів навіть тоді, коли це були навіть не дуже комерційні книжки, які мали меншу ймовірність продажу. За ці роки були опубліковані всі книги Гюнтера Ґрасса, Зіґфріда Ленца, Генріха Белля та Говарда Фаста, а також велику кількість книг таких авторів, як Жоржі Амаду, Сол Беллоу, Карлос Кастанеда, Курт Воннеґут і Самех Ізгар. Більшість книг були перекладені, оскільки ізраїльські письменники не прагнули публікувати свої книги у видавництві комерційного характеру. Згодом видавництво почало співпрацювати з такими ізраїльськими письменниками як Аарон Мегед, Дан Цалка, Ханох Бартов, Янец Леві та інші.
Видавництво мало ключовий принцип, який вимагав, щоб кожна книга, яка вийшла під маркою «ЗБМ», мала бути одностайно прийнята усіма партнерами. Якщо погодження не було, можна було опублікувати цю книгу у своєму приватному видавництві під своїм ім'ям. Наприклад, Одед Модан опублікував новаторську кулінарну книгу Рут Сіркіс «З кухні з любов'ю». Через відмову усіх партнерів видати цю книгу, Модан видав її сам, і продажі книги стали багаторічною економічною базою видавництва «Модан».

### Розірвання товариства
У 1982 році Одед Модан пішов на пенсію і забрав із собою більшість кулінарних книг видавництва, а також право власності на книгарню на вулиці Дізенґоф, тож видавництво стало складатися із двох компонентів — «Змора-Бітан». У 1986 році видавництво прибрало видавництво «Двір» (включаючи «Карні» та «Меґіддо»), а в 1996 році Огад Змора викупив частку Ашера Бітана.
З цього моменту до 2001 року (коли вони об'єдналися з видавництвом «Кінерет») видавництво «Змора-Бітан, Двір» було сімейним видавництвом, яким керував Еран Змора, а Огад Змора був президентом компанії до своєї смерті в 2003 році.

### Придбання видавництва «Двір»
У 1986 році видавництво придбало важливе книжкове видавництво «Двір», засноване ще Хаїмом Нахманом Бяліком. Купівля видавництва доповнила каталог назв «Змора-Бітан» списком класичної івритської літератури, а саме видавництво — респектабельністю.

#### Видавництво «Кінерет»
Видавництво «Кінерет» заснували Тальма Алльяґон-Роз та її партнер Йорам Роз у 1978 році. Тальма на той час жила у Тиверіаді, тож обрали назву озера для свого підприємства. Видавництво створили з метою випуску книг, які супроводжували б успішний на той час серіал «Хатина Тамарі». У серії вийшло п'ять книг, які мали економічний успіх. Крім того, «Кінерет» випустив бестселери «100 перших пісень», а потім «100 перших оповідань». Невдовзі видавництво підписало контракт з Йонатаном Гефеном, видало роман Умберто Еко «Ім'я рози» та книги Річарда Баха. Вдалі рішення, які поєднували літературну якість і адаптацію до смаків аудиторії, швидко зробили видавництво одним із найбільших і найважливіших видавництв у Державі Ізраїль.

### Об'єднання «Кінерет, Змора-Бітан, Двір»
У 2001 році Йорам Роз і Еран Змора підписали угоду про партнерство, згідно з якою залишилися три окремі бренди, але всі засоби виробництва, витрати та доходи були зосереджені в руках одного керівництва, до якого входили два головних виконавчих директори: Еран Змора та Йорам Роз. Торгові марки «Кінерет» і «Змора-Бітан» видають переважно прозові книги, оригінальні та перекладні, а торгова марка «Двір» — переважно довідкову літературу. У жовтні 2003 року головним редактором призначили Дова Альфона. Він відродив серію «Літературні зошити» як якісний бренд для спеціальних та «елітарних» книги та підписав угоди з такими письменниками як Амір Ґутфройнд, Ешколь Нево, Рон Лешем тощо. У квітні 2008 року Дова Альфона призначили головним редактором газети «Га-Арец», а посаду головного редактора зайняв Ханох Мармарі. У грудні 2008 року Мармарі покинув посаду через розбіжності з власником.
Видавництво тепер відоме під назвою «Кінерет Змора Двір».

### Партнерство в «Цомет Сфарім»
В основі ідеї мережі «Цомет Сфарім» лежала робота з книжковими магазинами видавництв. Видавцям важко передбачити кількість примірників, які будуть продані з кожного видання. З іншого боку, простір на полицях книжкових магазинів обмежений, і його потрібно часто заповнювати новими книгами. Тому багато книг часто залишаються на складах видавництв без попиту. Книжковий магазин «Цомет Сфарім» спершу заснувало видавництво «Змора-Бітан» на складі поблизу кібуцу Ґіват-Бреннер у 1996 році з метою «очистити склади» шляхом продажу примірників (деякі з них пошкоджені) за цінами, які були на 30 % нижчими за ціни нових книг. Успіх моделі був приголомшливим на той час.
За ці роки «Цомет Сфарім» перетворилася на національну мережу, другу за величиною в Ізраїлі після мережі «Стеймацкі».

### Заснування«Шухляди»
У 2013 році видавництво заснувало від свого імені письменницьку школу під назвою «Шухляда», якою керує Ітамар Роз, син Йорама та Тальми Алляґон-Роз. Школу заснували у місті Ор-Єгуда, а пізніше вона переїхала до видавництва на Дерех-га-Шалом у Тель-Авіві.
Школа включає письменницькі семінари, які проводять письменники-видавці та супроводжують старші професіоналами з їхнього персоналу, зокрема поет Ронні Сомек, письменниця Сара Блау, лауреатка премії імені Сапіра Ноа Єдлін тощо. Крім того, тут проводять читацькі зустрічі, культурні вечори та літературні панелі.
Станом на початок 2016 року, з початку діяльності, у школі навчалося близько 600 учнів, відбулося близько 50 майстерень.

#### Конкурс оповідань
У 2014 році Тальма Алльяґон-Роз у співпраці зі школою письменництва «Шухляда», інститутом «Гекшерім» та департамент творчого письма Університету Бен-Гуріона в Негеві, ініціювала конкурс, присвячений пам'яті її матері Офри Алльяґон. Конкурс «Сцена для оповідання імені Офри Алльяґон» призначений для письменників, чиї твори ще не опубліковані. Окрім грошових призів і письменницьких стипендій, оповідання трьох переможців щорічного конкурсу видаються — їх включають до збірки оповіданнь відомих ізраїльських письменників видавництва.